# کشیده شده در بتن
کشیده شده در بتن (انگلیسی: Dragged Across Concrete) یک فیلم سینمایی آمریکایی در ژانر هیجان انگیز، اکشن و نئو-نوآر محصول سال ۲۰۱۸به کارگردانی اس کریگ زالر است. در این فیلم بازیگران گروهی شامل مل گیبسون، وینس وان، توری کیتلز، مایکل جای وایت، جنیفر کارپنتر، لوری هولدن، فرد ملامد، اودو کیر، توماس کرتشمن و دان جانسون حضور دارند. این اثر سینمایی اولین بار در هفتاد و پنجمین دوره جشنواره بین‌المللی فیلم ونیز در تاریخ ۳ سپتامبر ۲۰۱۸، و یک انتشار محدود به صورت ویدئو هنگام درخواست توسط کمپانی سامیت انترتینمنت در ۲۲ مارس ۲۰۱۹ داشت.

## داستان
دو پلیس که یکی از آنها مردی مسن و ماهر است و دیگری همکار جوانش که زود از کوره در می‌رود، وقتی که داشتند برای اشخاصی قلدری می‌کردند فیلم‌شان سوژهٔ رسانه‌ها می‌شود و شغلشان به حالت تعلیق در می‌آید. اما بعد از مدتی وقتی پولشان ته کشیده و هیچ راه دیگری ندارند تصمیم می‌گیرند به دنیای زیرزمینی خلافکاران نفوذ کرده تا حقشان را پس بگیرند و…